# Ранетое сердце
«Ранетое сердце» — дебютный студийный альбом группы «Ляпис Трубецкой», выпущенный в июне 1996 года.

## История альбома
Работа над альбомом «Ранетое сердце» началась в конце 1995 года в Минске. Спонсором записи выступил белорусский предприниматель и меценат Евгений Кравцов. За год до работы над «Ранетым сердцем» группа «Ляпис Трубецкой» записала несколько студийных композиций, но именно этот альбом стал первым серьёзным профессиональным опытом музыкантов. Кассета была выпущена только на территории Белоруссии. Благодаря альбому «Ранетое сердце» «Ляписы» обрели всенародную популярность на родине. В 1996 году группа победила во всех основных номинациях на церемонии награждения «Рок-коронация 96».
Композиции «Любови капец», «Ливни осенние», «Зеленоглазое такси», «Любовь», «Не давай», «Цыки-цык» были переизданы в 1998 году на сборнике «Любови капец: архивные записи».
Существуют две версии оформления данного альбома — оригинальная (с рисунком художника Алексея «Хацона» Хацкевича, на котором изображён баянист на фоне неба) и полуофициальная (рисунок с грубоватым портретом Михалка на жёлто-синем фоне).
В период записи альбома к группе присоединился ещё один участник — молодой валторнист Павел Кузюкович.
Во время работы над альбомом были также записаны песни «Буратино» и «Седовласый слепец».
6 мая 2020 года альбом был впервые загружен в сеть.

## Список композиций
| №   | Название                 | Длительность |
| --- | ------------------------ | ------------ |
| 1.  | «Ау»                     | 3:20         |
| 2.  | «Любови капец»           | 2:55         |
| 3.  | «Ливни осенние»          | 5:15         |
| 4.  | «Паренёк под следствием» | 3:40         |
| 5.  | «Метелица»               | 4:00         |
| 6.  | «Зеленоглазое такси»     | 3:45         |
| 7.  | «Любовь»                 | 3:45         |
| 8.  | «Ранетое сердце»         | 5:30         |
| 9.  | «Не давай»               | 5:15         |
| 10. | «Пастушок»               | 4:00         |
| 11. | «Цыки-цык»               | 2:45         |

## Участники
- Сергей Михалок — вокал, аккордеон
- Александр Ролов (Логвин) — вокал, акустическая гитара
- Руслан Владыко — гитары
- Валерий Башков — бас-гитара
- Георгий Дрындин — труба
- Алексей Любавин — ударные, перкуссия
- Виталий Дроздов — скрипка

Над альбомом также работали:
- Костя Горячий — синтезатор (в «Цыки-цык»)
- Игорь Тхел — гармоника
- Олег Воронов — инженер звукозаписи